# Anchonastus gertschi
Anchonastus gertschi là một loài nhện trong họ Sparassidae.
Loài này thuộc chi Anchonastus. Anchonastus gertschi được Roger de Lessert miêu tả năm 1946.